# Formosa do Sul
Formosa do Sul is een gemeente in de Braziliaanse deelstaat Santa Catarina. De gemeente telt 2.683 inwoners (schatting 2009).

## Aangrenzende gemeenten
De gemeente grenst aan Irati, Jardinópolis, Novo Horizonte, Quilombo, Santiago do Sul en São Lourenço do Oeste.